# Eisenerz

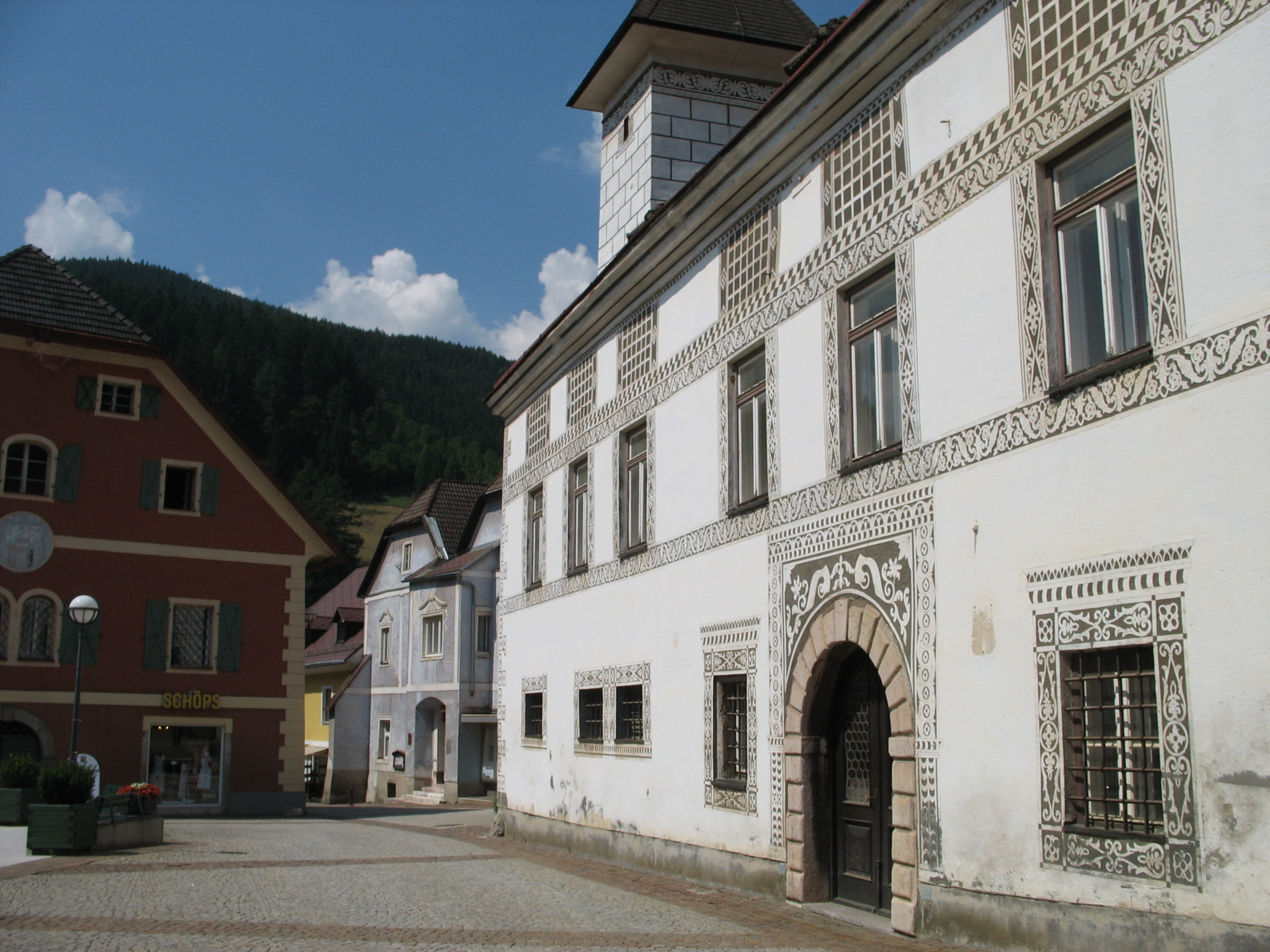
Bergmannsplatz.

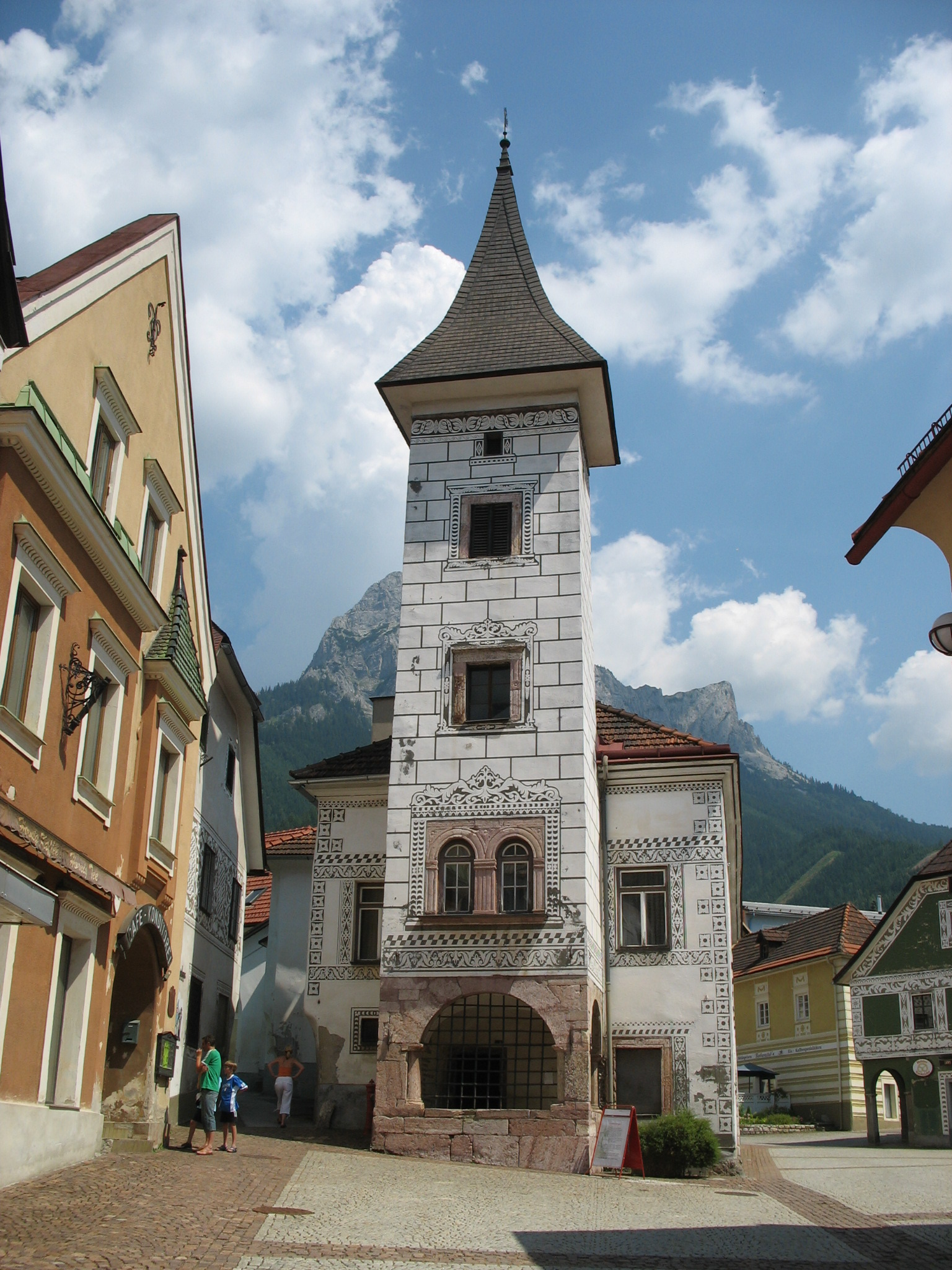
Gamla rådhuset.

Eisenerz är en stadskommun i det österrikiska förbundslandet Steiermark. Staden ligger i norra Steiermark cirka 30 kilometer norr om Leoben.

## Historia
Stadens historia är nära kopplad till gruvdriften på Erzberg. På 600-talet koloniserades dalgången och i början av 700-talet började man att bryta järnmalm på Erzberg. I dalen uppfördes masugnar på 1000-talet efter att man hade byggt en flera kilometer lång vattenledning. Mot slutet av 1200-talet omnämns orten i skrift.
Senast 1453 var Eisenerz köping och orten fick ett vapen. Vid samma tid uppfördes rådhuset och den sengotiska kyrkan. Orten var en blandning av fina bergmästargårdar, rykande masugnar, slagghögar, enkla bostäder för bergmän och andra. Orten som var beroende av gruvdrift och järnbruk blomstrade.
Kring 1580 var orten nästan helt protestantisk. Den strängt katolska landsfursten tog i med hårdhandskarna under motreformationen. Näringen blev lidande och det trettioåriga kriget lamslog järnhanteringen nästan helt och hållet. Under den här tiden gjorde gruvarbetarna flera uppror som brutalt slogs ned.
1625 slogs de olika järnnäringar samman till ett enda gruvbolag som leddes av en kammargreve tillsatt av landsfursten. År 1881 övertogs gruvdriften och järnbruken av bolaget Alpine-Montan-AG. Gruvdriften moderniserades och en järnväg byggdes över passet vid Präbichl. Orten upplevde ett stort uppsving.
Under första och andra världskriget ökade malmbrytningen avsevärt eftersom järnmalm var av stor betydelse för vapenindustrin. Rovdriften ledde till att orten växte och bostadsområden byggdes på de kvarvarande gräsmarkerna i den trånga dalen. 1944 hade Eisenerz mer än 18 000 invånare (jämfört med dagens 4 500).
Efter en kort nedgång strax efter andra världskriget upplevde Eisenerz ett nytt uppsving på 1950-talet och framåt. 1948 blev Eisenerz stad och den goda konjunkturen möjliggjorde att bygga ut stadens infrastruktur.

## Byggnader
Kulturhistoriskt intressanta är:

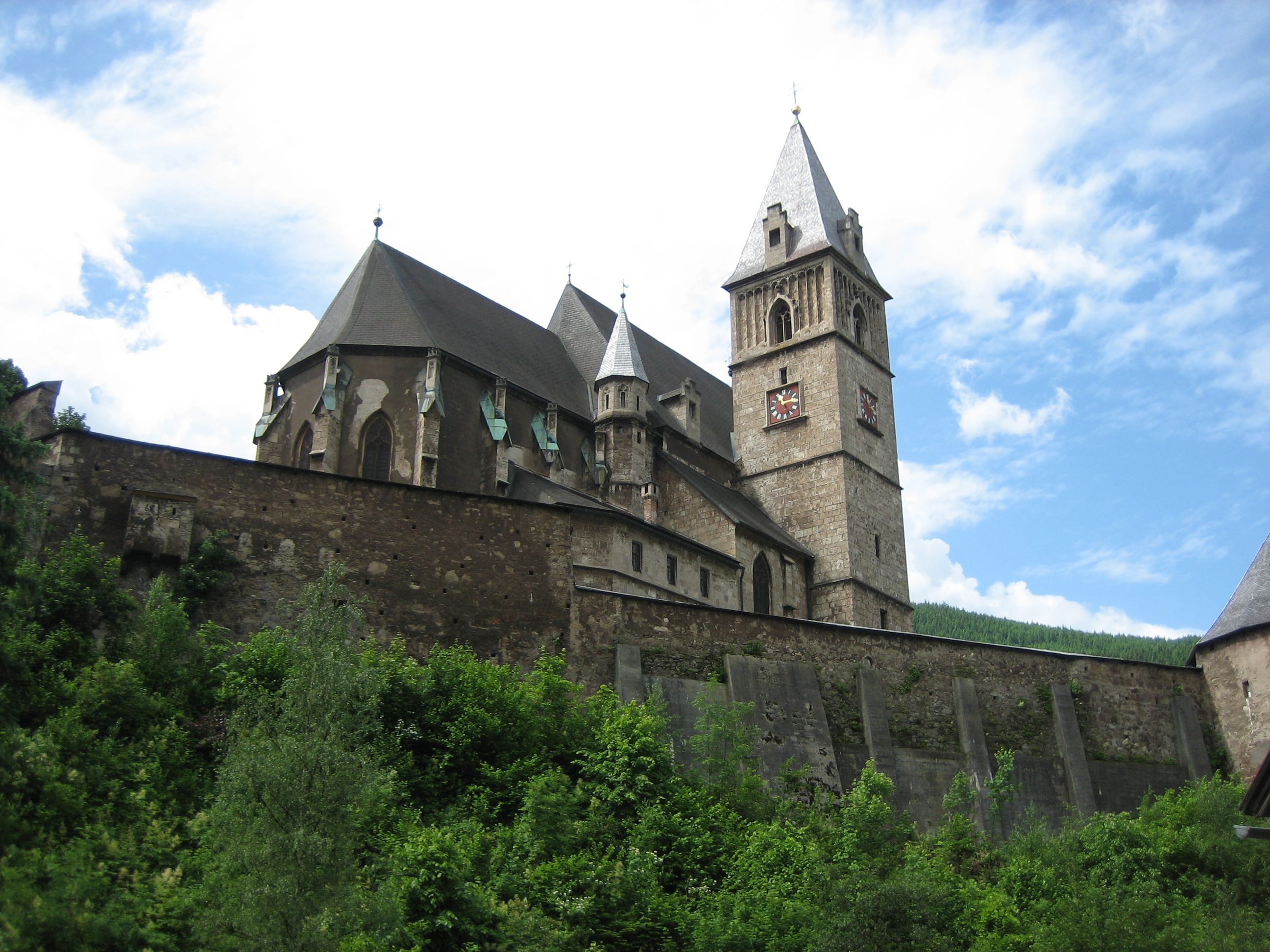
Kyrkan St Oswald.

- stadens centrum med gamla hus från 1500-talet och senare
- den sengotiska kyrkan ”St Oswald” från 1400-talet med kyrkborgen (försvarsanläggningar från 1530-talet)
- kyrkan ”Maria Geburt” från 1400-talet, som senare byggdes om i barock stil
- ”Kammerhof”, före detta säte för kammargreven, idag stadsmuseum

## Näringsliv
Stadens näringsliv domineras fortfarande av gruvdriften på Erzberg. De senaste årtionden har ansträngningar gjorts att befrämja turismen.

## Kommunikationer
Eisenerz ligger vid riksvägen från Niklasdorf vid Leoben till Enns i förbundslandet Oberösterreich.
Järnvägen från Leoben över Präbichlpasset (Erzbergbahn) lades ned på 1990-talet och är idag museijärnväg. Även järnvägen norrifrån från Hieflau har inte längre någon persontrafik utan trafikeras bara av godståg.

## Kända personer
- Reinhold Bachler, backhoppare.
- August Musger, präst och fysiker, uppfinnare av slowmotion-tekniken i film.
- Joachim Standfest, fotbollsspelare (bland annat i landslaget).
- Mario Stecher, idrottsman/nordisk kombination.